# Hồng Bạch
Hồng Bạch là một xã thuộc huyện Đông Hưng, tỉnh Thái Bình, Việt Nam.
Tên của xã được ghép từ tên của hai xã cũ là Bạch Đằng và Hồng Châu.

## Địa lý
Xã Hồng Bạch nằm ở phía tây nam huyện Đông Hưng, có vị trí địa lý:
- Phía đông giáp xã Hồng Giang và xã Liên Hoa
- Phía tây giáp huyện Hưng Hà
- Phía nam giáp huyện Vũ Thư
- Phía bắc giáp xã Hồng Việt và xã Thăng Long.

Xã Hồng Bạch có diện tích 8,50 km², dân số năm 2019 là 6.851 người, mật độ dân số đạt 806 người/km².

## Lịch sử
Địa bàn xã Hồng Bạch hiện nay trước đây vốn là hai xã Bạch Đằng và Hồng Châu thuộc huyện Đông Hưng.
Trước khi sáp nhập, xã Hồng Châu có diện tích 3,92 km², dân số là 3.565 người, mật độ dân số đạt 909 người/km². Xã Bạch Đằng có diện tích 4,58 km², dân số là 3.286 người, mật độ dân số đạt 717 người/km².
Ngày 11 tháng 2 năm 2020, Ủy ban Thường vụ Quốc hội ban hành Nghị quyết số 892/NQ-UBTVQH14 về việc sắp xếp các đơn vị hành chính cấp xã thuộc tỉnh Thái Bình (nghị quyết có hiệu lực từ ngày 1 tháng 3 năm 2020). Theo đó, sáp nhập toàn bộ diện tích và dân số của xã Bạch Đằng và xã Hồng Châu thành xã Hồng Bạch.